# Westautohaus Alex Fischer
Westautohaus Alex Fischer & Co. war ein deutscher Hersteller von Automobilen.

## Unternehmensgeschichte
Das Unternehmen aus Berlin begann 1912 mit der Produktion von Automobilen. Der Markenname lautete Fischer. 1913 endete die Produktion. Alex Fischer trat später mit der Alfi Automobile GmbH noch einmal in Erscheinung.

## Fahrzeuge
Das Unternehmen stellte Fahrzeuge mit Elektromotoren her. Im Angebot standen Personenwagen und Lieferwagen.